# 윤종민
윤종민(尹鐘愍, 1986년 2월 13일 ~ )은 대한민국의 전직 스타크래프트 프로게이머이다.  Rumble라는 아이디를 사용하며, 종족은 저그이다.
2004년 4U(현 SK텔레콤 T1)에 입단하며 프로게이머 생활을 시작했고, 프로리그 4연속 우승을 하는 동안 팀플레이를 전담하면서 큰 활약을 펼쳤다.
그러나, 08-09 시즌 들어오면서 팀플레이가 폐지되자 출전 기회가 줄어들었고 2군으로 떨어지면서 그후에는 공군에 지원을 했다.
2009년 9월 안타깝게도 공군 지원이 좌절되면서, 은퇴를 한 것으로 밝혀졌다.
윤종민의 프로리그 총 전적은 40승 25패 , 팀플레이 36승 22패, 개인전 4승3패이다.
그 이후, 현역으로 입대하였으며, 2010년 군복무를 함으로써 은퇴하였다.

## 수상 경력
- 2006년 4월 프링글스 MSL 시즌1 16강
- 2008년 2월 박카스 스타리그 2008 16강
- 2008년 5월 EVER 스타리그 2008 16강
- 2008년 8월 인크루트 스타리그 2008 36강
- 2008년 10월 곰TV TG삼보-인텔 클래식 2008 시즌2 32강

## 기타 기록
- 프로리그 15연승 (팀플레이 포함)
- 육군 5군단 105정보통신단 소속.